# Prâlon
Prâlon est une commune française située dans le département de la Côte-d'Or, en région Bourgogne-Franche-Comté.

## Géographie
Prâlon est dans le centre du département de la Côte-d'Or, à la confluence du ruisseau de la Goulotte avec le ru de Prâlon, ce dernier long de 7,3 km et affluent en rive gauche de la rivière Ouche.

### Accès
L'autoroute A38 (gratuite) traverse le sud de la commune sur environ 800 m, qui relie Dijon (préfecture, 24 km à l'est) à l'autoroute A6 au niveau de Pouilly-en-Auxois (23 km au sud-ouest). La sortie n° 30 de la A38 est à 3 km à l'est sur les communes voisines de Sainte-Marie-sur-Ouche et de Mâlain ; la sortie n° 29 de la même autoroute est à 4 km à l'ouest sur la commune de Mesmont. Depuis la sortie n° 29 jusqu'à Dijon, la A38 suit le tracé de la voie antique de Paris à Lyon par la Bourgogne.

### Hydrographie
Le ruisseau de Prâlon, le ruisseau de la Goulotte et le ruisseau de la Ripotte sont les principaux cours d'eau parcourant la commune.

### Climat
Pour des articles plus généraux, voir Climat de la Bourgogne-Franche-Comté et Climat de la Côte-d'Or.
En 2010, le climat de la commune est de type climat des marges montargnardes, selon une étude du Centre national de la recherche scientifique s'appuyant sur une série de données couvrant la période 1971-2000. En 2020, Météo-France publie une typologie des climats de la France métropolitaine dans laquelle la commune est exposée à un climat océanique altéré et est dans la région climatique  Bourgogne, vallée de la Saône, caractérisée par un bon ensoleillement (1 900 h/an), un été chaud (18,5 °C), un air sec au printemps et en été et des vents faibles. 
Pour la période 1971-2000, la température annuelle moyenne est de 10 °C, avec une amplitude thermique annuelle de 16,6 °C. Le cumul annuel moyen de précipitations est de 897 mm, avec 12,5 jours de précipitations en janvier et 8 jours en juillet. Pour la période 1991-2020, la température moyenne annuelle observée sur la station météorologique de Météo-France la plus proche, « Saint-Martin-du-M », sur la commune de Saint-Martin-du-Mont à 14 km à vol d'oiseau, est de 9,9 °C et le cumul annuel moyen de précipitations est de 938,1 mm,. Pour l'avenir, les paramètres climatiques de la commune estimés pour 2050 selon différents scénarios d'émission de gaz à effet de serre sont consultables sur un site dédié publié par Météo-France en novembre 2022.

## Urbanisme

### Typologie
Au 1er janvier 2024, Prâlon est catégorisée commune rurale à habitat dispersé, selon la nouvelle grille communale de densité à 7 niveaux définie par l'Insee en 2022.
Elle est située hors unité urbaine. Par ailleurs la commune fait partie de l'aire d'attraction de Dijon, dont elle est une commune de la couronne,. Cette aire, qui regroupe 333 communes, est catégorisée dans les aires de 200 000 à moins de 700 000 habitants,.

### Occupation des sols
L'occupation des sols de la commune, telle qu'elle ressort de la base de données européenne d’occupation biophysique des sols Corine Land Cover (CLC), est marquée par l'importance des territoires agricoles (82,8 % en 2018), une proportion sensiblement équivalente à celle de 1990 (83,6 %). La répartition détaillée en 2018 est la suivante : terres arables (45,5 %), zones agricoles hétérogènes (18,9 %), prairies (18,4 %), forêts (17,2 %). L'évolution de l’occupation des sols de la commune et de ses infrastructures peut être observée sur les différentes représentations cartographiques du territoire : la carte de Cassini (XVIIIe siècle), la carte d'état-major (1820-1866) et les cartes ou photos aériennes de l'IGN pour la période actuelle (1950 à aujourd'hui).

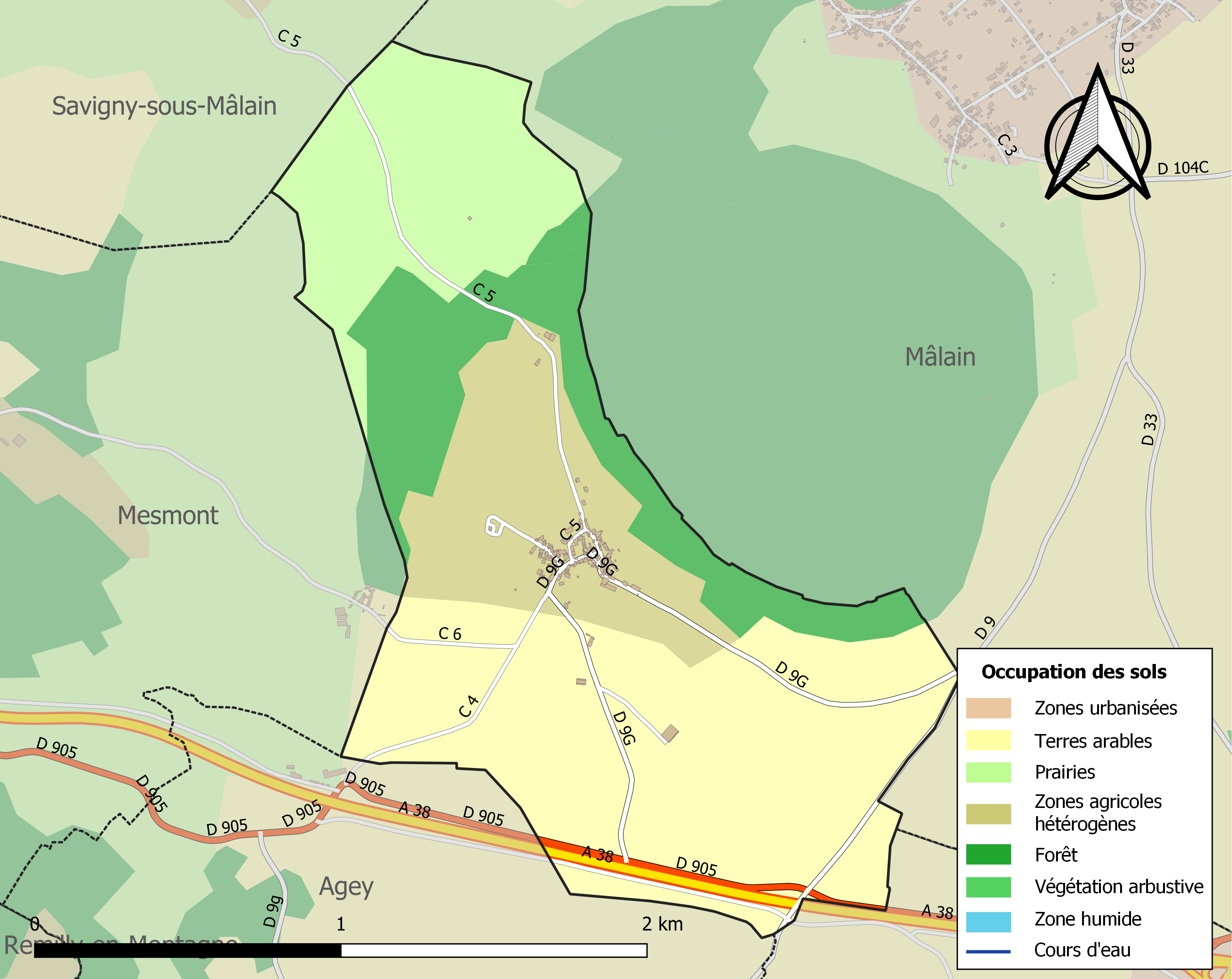
Carte des infrastructures et de l'occupation des sols de la commune en 2018 (CLC).

## Toponymie
Jusque vers la fin du XIIIe siècle, le village s'appelle Molonia (« Creux de Mologne »), en regard de ce qu'il est situé au milieu d'une prairie s'allongeant le long de la vallée du ruisseau de Prâlon. Il est ensuite dénommé Pralanum. Sur la carte de Cassini il est nommé Pralong.

## Histoire

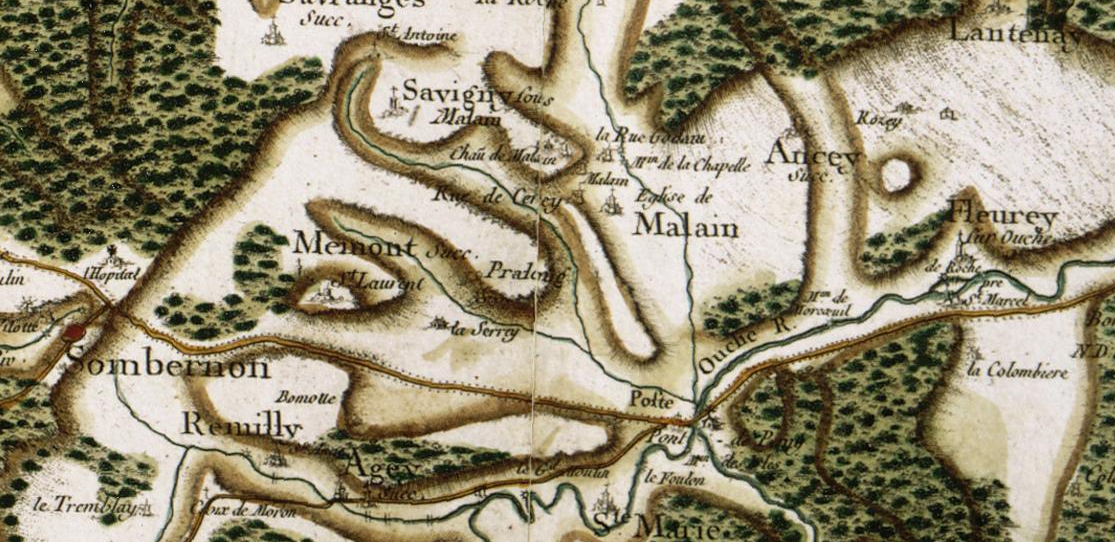
Prâlon (Pralong) sur la carte de Cassini.

La voie antique de Paris à Lyon par la Bourgogne passe à 800 m au sud du village, suivant une partie de la branche principale de la Via Agrippa de l'Océan, menant de Lyon à Boulogne.
Saint Bernard de Clairvaux, cheminant assoiffé, aurait fait jaillir une source en plantant son bâton en terre à la sortie du village, sur la route de Savigny-sous-Mâlain. La première mention connue de la fontaine Saint-Bernard date de 1143. Devenue un lieu de dévotion, elle avait la réputation de guérir la fièvre. Reconstruite en 1896, elle a été le but de processions chaque 20 août (jour de la saint Bernard) jusqu'après 1950.
Saint Bernard a aussi sollicité Gui de Sombernon pour que ce dernier y fonde une abbaye de bénédictines, ce qui est fait en 1149 avec saint Bernard en recevant la fondation ; l'évêque de Langres Geoffroy de La Roche-Vanneau (1138-1163) est également mentionné comme co-instigateur de cette fondation. L'abbaye est entourée de hauts murs et son enclos traversé par les deux ruisseaux de la Goulotte et du ruisseau de Prâlon. Saint Bernard y est venu « assez souvent », encourageant et soutenant les religieuses. Début XVIIIe siècle, l'abbaye possédait encore plusieurs objets qui lui avaient appartenu. Le nom complet en était Notre-Dame de L'Assomption. 

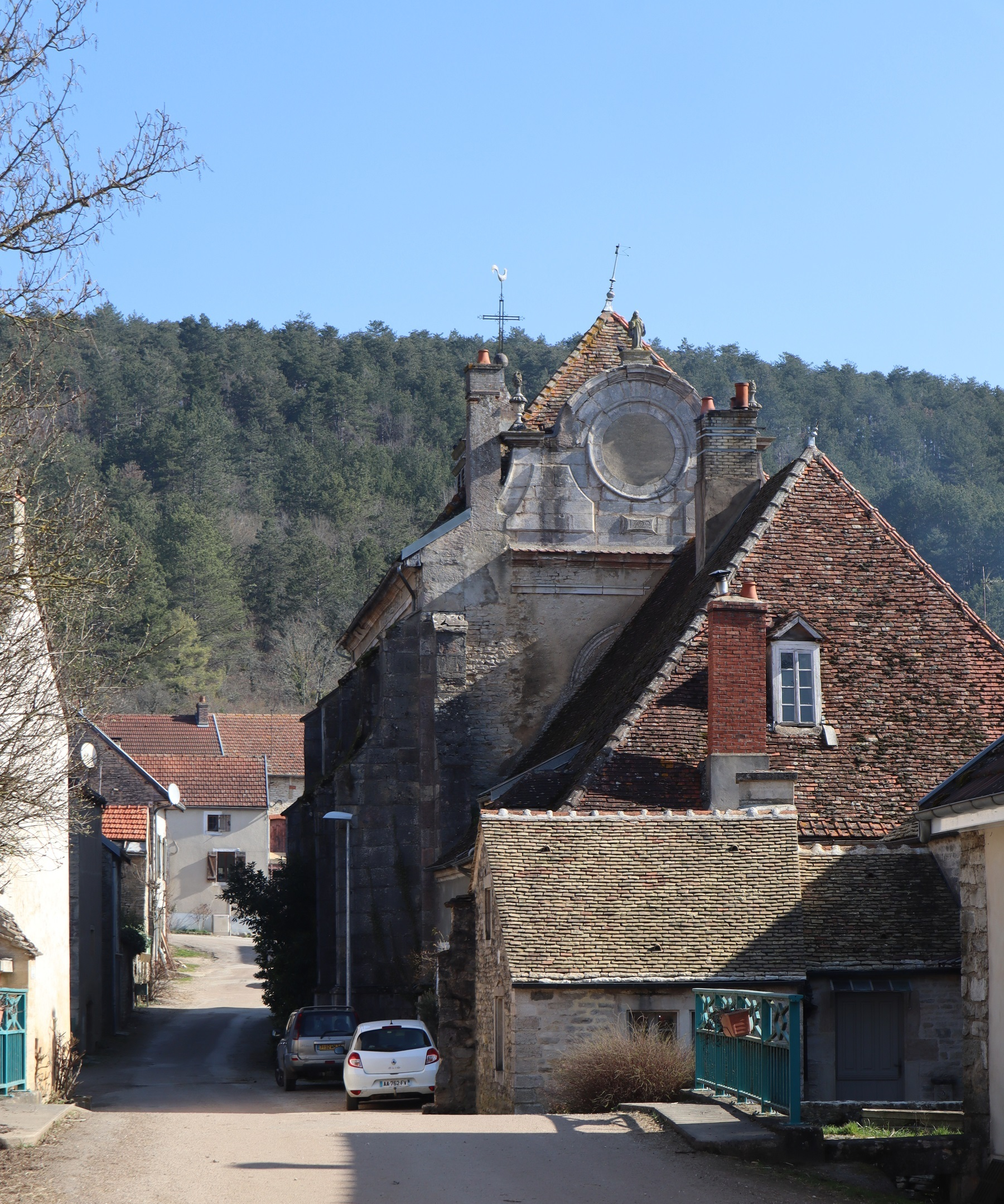
Ancienne abbaye Notre-Dame de l'Assomption.

La dernière abbesse Charlotte de Bussy-Rabutin, fille aînée de Bussy-Rabutin (1618-1693), a obtenu ce bénéfice après de multiples sollicitations en son nom de la part de son père, qui n'a pas craint d'aller jusqu'à rappeler à Louis XIV la promesse faite par ce dernier en 1662. Louis XIV ayant bonne mémoire, Charlotte de Bussy-Rabutin reçoit enfin l'abbatiat le 24 décembre 1711 (18 ans après la mort de son père) et prend possession de l'abbaye le 9 avril 1712. Durant son abbatiat elle reçoit quatre de ses petites-nièces, dont Claude-Elisabeth de Langeac qu'elle fait nommer en 1732 abbesse de Saint-Julien de Rougement à Dijon. Charlotte de Bussy-Rabutin meurt à l'abbaye de Prâlon le 14 avril 1739 à l'âge de 95 ans, après 27 ans d'abbatiat. Et elle laisse les affaires de l'abbaye dans un état de dérangement avancé. Elle avait entrepris des travaux entraînant des dépenses inconsidérées, dont la rénovation des bâtiments conventuels et des constructions jamais achevées. Louis XV songe déjà  à supprimer l'abbaye, quand survient en 1743 une grosse inondation des deux ruisseaux encadrant l'abbaye. Les biens de l'abbaye sont dispersés en 1755 et l'abbaye est unie au chapitre de Saint-Étienne de Dijon. Les bâtiments conventuels sont de nos jours des habitations privées. Les anciennes écuries de l'abbaye sont de l'autre côté de la rue principale du village.
L'église paroissiale, à un vaisseau, a gardé nombre d'éléments de l'ancienne chapelle abbatiale. Le chœur et l'avant-chœur datent de 1683-1684 (abbatiat de Charlotte de Bussy-Rabutin) ; le chevet a une forme polygonale et présente des nervures. Le clocher, de 1842, est dû à l'architecte Fénéon-Damotte.

## Politique et administration
| Période                                  | Période  | Identité        | Étiquette | Qualité |
| ---------------------------------------- | -------- | --------------- | --------- | ------- |
| mars 2001                                | en cours | Gérard Verdreau |           |         |
| Les données manquantes sont à compléter. |          |                 |           |         |

## Démographie
L'évolution du nombre d'habitants est connue à travers les recensements de la population effectués dans la commune depuis 1793. Pour les communes de moins de 10 000 habitants, une enquête de recensement portant sur toute la population est réalisée tous les cinq ans, les populations de référence des années intermédiaires étant quant à elles estimées par interpolation ou extrapolation. Pour la commune, le premier recensement exhaustif entrant dans le cadre du nouveau dispositif a été réalisé en 2004.

En 2022, la commune comptait 97 habitants, en évolution de +10,23 % par rapport à 2016 (Côte-d'Or : +0,82 %, France hors Mayotte : +2,11 %).
| 1793 | 1800 | 1806 | 1821 | 1831 | 1836 | 1841 | 1846 | 1851 |
| ---- | ---- | ---- | ---- | ---- | ---- | ---- | ---- | ---- |
| 199  | 188  | 174  | 188  | 184  | 200  | 208  | 199  | 216  |

| 1856 | 1861 | 1866 | 1872 | 1876 | 1881 | 1886 | 1891 | 1896 |
| ---- | ---- | ---- | ---- | ---- | ---- | ---- | ---- | ---- |
| 213  | 214  | 204  | 194  | 186  | 195  | 200  | 208  | 185  |

| 1901 | 1906 | 1911 | 1921 | 1926 | 1931 | 1936 | 1946 | 1954 |
| ---- | ---- | ---- | ---- | ---- | ---- | ---- | ---- | ---- |
| 191  | 181  | 171  | 130  | 130  | 136  | 126  | 102  | 98   |

| 1962 | 1968 | 1975 | 1982 | 1990 | 1999 | 2004 | 2006 | 2009 |
| ---- | ---- | ---- | ---- | ---- | ---- | ---- | ---- | ---- |
| 90   | 79   | 75   | 64   | 71   | 88   | 83   | 79   | 80   |

| 2014 | 2019 | 2022 | - | - | - | - | - | - |
| ---- | ---- | ---- | - | - | - | - | - | - |
| 88   | 91   | 97   | - | - | - | - | - | - |

## Culture locale et patrimoine

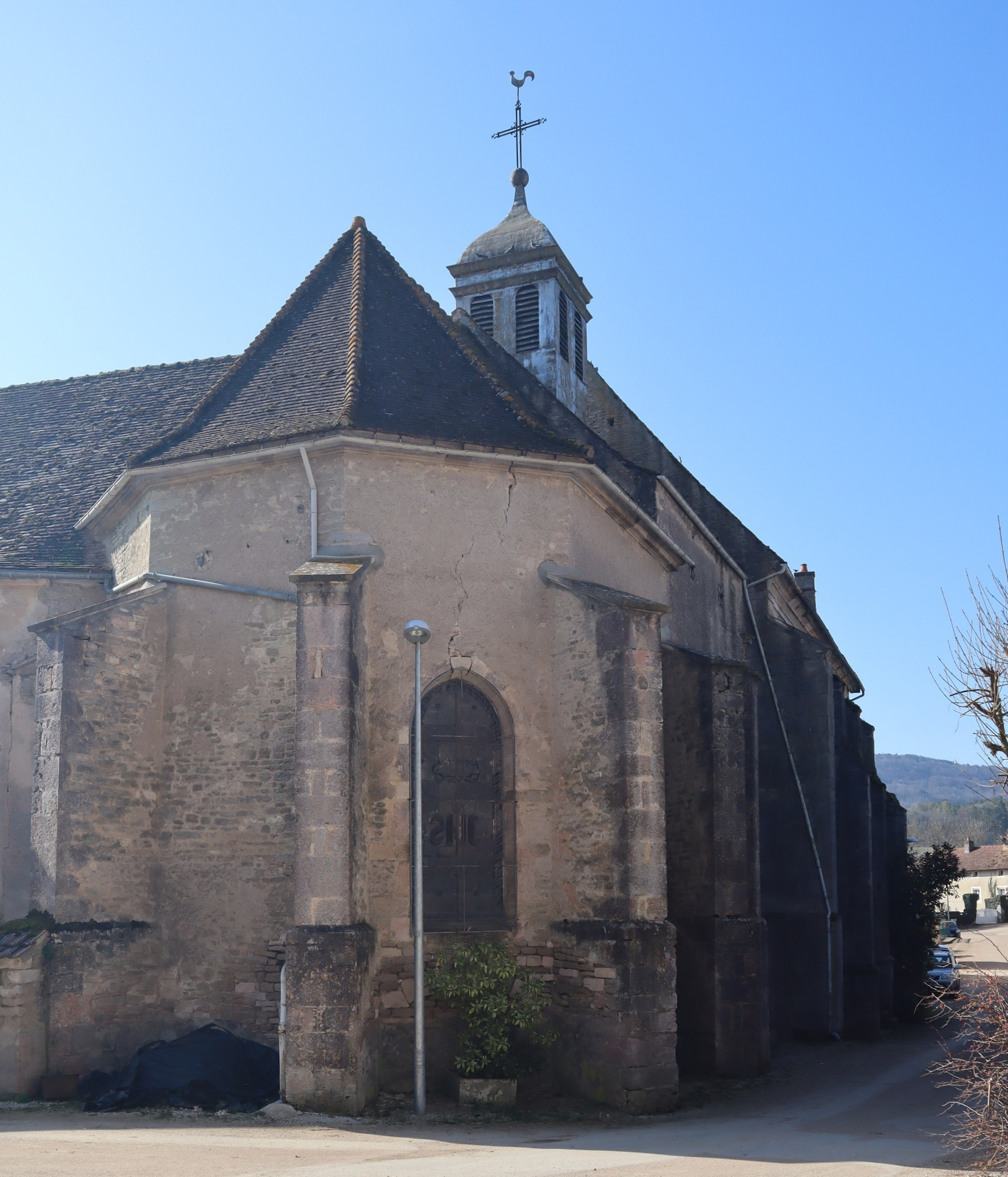
Chevet de l'église paroissiale de Prâlon.

### Lieux et monuments
- Abbaye Notre-Dame de Prâlon
- Borne armoriée du XVIIe siècle,  Classé MH (1919)
- Église paroissiale de l'Assomption[24].

### Héraldique
| Blason de Prâlon | Blason  | De sinople à la fasce ondée d'argent surchargé d'une fasce ondée d'azur, à la crosse d'or brochant sur le tout. |
| Blason de Prâlon | Détails | Le statut officiel du blason reste à déterminer.                                                                |